# Nicola Abbagnano
Nicola Abbagnano (Salerno, 15 de julho de 1901 — Milão, 9 de setembro de 1990) foi um filósofo italiano. 

## Biografia
Primeiro filho de uma família da burguesia intelectual salernitana, estudou em Nápoles. Em novembro de 1922 laureou-se em filosofia, sob a orientação de Antonio Aliotta, defendendo a tese que originou o seu primeiro livro - Le sorgenti irrazionali del pensiero (1923). Nos anos seguintes, ensinou filosofia, história e pedagogia, além de colaborar com a revista Logos, dirigida por Aliotta. De 1936 a 1976 foi professor de História da Filosofia na Universidade de Turim. 
No existencialismo, desvinculado das implicações negativas que ele observava tanto em Heidegger e Jaspers, como em Sartre, no pragmatismo deweyano e no neopositivismo, Abbagnano via as manifestações de um novo clima filosófico, a que se referiu em um artigo de 1948 como um "novo iluminismo".
Logo após a 2ª Guerra Mundial foi co-fundador do Centro di studi metodologici de Turim, constituído em 1947 com a finalidade de fomentar pesquisas sobre as relações entre lógica, ciência, técnica e linguagem. Em pouco tempo, o Centro tornou-se o principal núcleo de difusão da epistemologia, particularmente do neopositivismo. Abbagnano definiu a própria filosofia como existencialismo positivo.
Em 1950 Abbagnano criou com Franco Ferrarotti os Quaderni di filosofia. A partir de 1952, ao lado de Norberto Bobbio, dirigiu a Rivista di filosofia. 
No desenvolvimento do seu pensamento nos anos 1950, evidenciou-se, por um lado, o interesse pela ciência, particularmente pela sociologia, e, por outro, pela tentativa de definir as linhas programáticas de uma filosofia "neoiluminística" ou, como ele a chamou mais tarde, de um "empirismo metodológico". Entre 1953 e 1962, foi o inspirador do neo-iluminismo italiano, tendo organizado uma série de encontros voltados à construção de uma filosofia laica, aberta às principais tendências do pensamento filosófico internacional. São desse período os ensaios reunidos em Possibilità e libertà (1956) e Problemi di sociologia (1959), mas sobretudo no Dicionário de filosofia (1961), obra dedicada à elucidação dos principais conceitos filosóficos.
Em 1964 iniciou sua colaboração com o jornal La Stampa. Em 1972, tendo deixado o jornal turinês, transferiu-se para Milão, onde colaborou com Il Giornale de Indro Montanelli e foi assessor cultural da comuna de Milão.

## Obras
- Le sorgenti irrazionali del pensiero (1923).
- Il problema dell'arte (1925).
- Il nuovo idealismo inglese e americano (1927).
- La filosofía di E. Meyerson e la lógica dell'identità (1929).
- Guglielmo d'Ockham(1931).
- La nozione del tempo secondo Aristotele (1933).
- La física nuova(1934).
- Il principio della metafisica (1936).
- La struttura dell'esistenza (1939).
- Bernardino Telesio (1941)
- Introduzione all'esistenzialismo (1942). Em português, Introdução ao existencialismo. Martins Editora, São Paulo.
- Storia della filosofía, 12 vol. (1946-1950). Em português, História da Filosofia. Presença, Portugal.
- Filosofía religione scienza (1947).
- Esistenzialismo positivo (1948).
- Possibilità e libertà (1956).
- Problemi di sociologia (1959).
- Dizionario di filosofia (1961). Em português, Dicionário de Filosofia, Martins Fontes, São Paulo.
- Pro e contro l'uomo (1968).
- Fra tutto e il nulla (1973).
- Questa pazza filosofía, ovvero l'io prigioniero (1979).
- La saggezza della vita(1985).
- La saggezza della filosofía (1987).
- Ricordi di un filosofo (1990).